# 西田洋一
西田 洋一（にしだ よういち、1954年（昭和29年）7月18日 - ）は、日本の政治家。自由民主党愛媛県議会議員（5期）。株式会社ケーブルネットワーク西瀬戸代表取締役社長。元 長浜町長。

## 経歴
愛媛県長浜町出身。1978年慶応義塾大学法学部卒業。卒業後は丸紅に入社する。その後、帰郷し、1986年に長浜町長選挙に立候補し、当選。1990年に行われた長浜町長選挙には立候補せず、1期4年で退任。1998年6月に行われた長浜町長選挙に立候補し新人候補を破り当選。2002年6月の長浜町長選挙では山鳥坂ダム建設事業への反対を訴えた元職の上田邦彦を1,109票差で破り、再選。
2005年1月11日に長浜町が大洲市、肱川町、河辺村と合併した事に伴い失職。2007年3月には愛媛県議会議員選挙（大洲・喜多郡）に立候補し無投票初当選を果たした。

## 親族
- 父・西田司 - 元衆議院議員。元自治大臣、元国家公安委員会委員長、元長浜町長。
- 弟・西田弘二 - 株式会社西田興産社長。